# Oszkár Csuvik
Oszkár Csuvik (Oscar Charles) (Budapest, 28 de marzo de 1925 - Sídney, 23 de octubre de 2008) fue un jugador húngaro de waterpolo.

## Biografía
Oszkar Csuvik (Oscar Charles a partir de 1964) nació en Budapest en 1925. Fue el segundo hijo de Ferenc Csuvik y Emelia Kohazi. Ferenc era un carpintero que poseía un pequeño taller y Emelia procedía de una familia de agricultores.
Oszkar era un chico pequeño y delgado, por lo que su hermana mayor Ilona, pensó que tenía que fortalecerse. Por ello le enseñó natación y le apuntó a la actividad de carreras de atletismo que impartía una joven profesora rubia. El joven Oszkar siempre era el primero en presentarse voluntario en cualquier actividad. Más tarde confesó que al ir el primero podía asomarse al pecho de su profesora.
Su hermana Ilona se casó con Alex Tarics, un campeón waterpolista el cual en 2008 fue homenageado como el medallista de oro vivo más mayor. Tarics introdujo a Oscar en el waterpolo antes de que ganara unos campeonatos escolares que le permitieron ir a estudiar a América. Tarics y Ilona dejaron Hungría en 1937 pero retornaron en 1939 para luchar contra los nazis.
En 1938 Ferenc murió al ser atrpellado por un camión nazi al cruzar la calle. Emelia y su hijo, que eran católicos, ayudaron a la resistencia y ocultaron una familia judía amiga en su piso durante la Segunda Guerra Mundial.
Cuando los nazis tiraban a la gente al Danubio o les disparaban y les tiraban al río, Oscar, que ya era un nadador con fuerza, les recogía y les rescataba o al menos podía entregar el cuerpo a sus familias. Gracias a que participaba en partidos de waterpolo Oscar podía atravesar con más facilidad Budapest y algunas veces servía de correo de contrabando de documentos de la resistencia.
Después de la guerra comenzó a estudiar derecho en la universidad. 
En 1948 ganó la medalla de plata en las olimpiadas de Londres 1948 perdiendo en una disputada final con Italia.
Se le ofreció la oportunidad de terminar su carrera de derecho en Cambridge, pero el ya había decidido mudarse a Australia. En 1948 abandonó Hungría debido a la invasión soviética para mudarse a Inglaterra. Tras dos años de vivir en Inglaterra se trasladó a Australia en 1950. Oscar y algunos compañeros húngaros acudieron a Sídney a jugar un torneo. En Australia fue recibido por la Australian Swimming Union. Oszkar decidió cambiar su nombre al llegar a Australia por el de Oscar Fleming en caso de que las autoridades húngaras decidieran deportarle a su país, fue cuando comenzó a usar el nombre de Oscar Charles, el cual lo oficializó en 1964.
Fue el entrenador de la selección australiana de waterpolo en la olimpiada de Helsinki de 1952, en la que 4 de sus excompañeros de selección del equipo de 1948. Fue entrenador de waterpolo en Sídney, influyó mucho en el tipo de juego de waterpolo australiano.
Se casó en 1956 con Pamela Tinslay, cuya profesión era veterinaria. Charles acudió a las olimpiadas de Melbourne como comentarista, estuvo en la piscina del famoso Baño sangriento de Melbourne. Partido que se convirtió en una lucha entre los equipos de la Unión Soviética y Hungría, poco le faltó para tirarse a la piscina. 
En 1957 trató de traerse a Australia a su madre, pero desafortunadamente Pamela and Emelia no se llevaban bien, lo que se tradujo en el divorcio, aunque Pam y Oscar continuaron siendo amigos. Después de tener a su primera hija, Pam había vuelto a trabajar y Oscar había encontrado trabajo como contable. Tuvo dos hijas: Sally y Tabitha
En 1968 Oscar fue el mánager de equipo australiano de waterpolo pero el Comité olímpico Internacional no permitió al equipo participar en la olimpiadas de México, por no tener una buena clasificación en el ranking mundial.
Charles trabajó como contable hasta 1980. En 1988 obtuvo el certificado de traductor y también trabajó algunos años como consultor para negocios. Tuvo muchos problemas de salud en años posteriores, pero su fuerza de voluntad y supervivencia asombraron a los médicos.

## Clubs
- Magyar Testgyakorlók Köre ( Hungría)
- London Kingsbury Club ( Reino Unido)
- Sidney University New South Wales ( Australia)

## Títulos
Como jugador de waterpolo de la selección de Hungría
- Plata en los juegos olímpicos de Londres 1948
- Oro en el campeonato de Europa de waterpolo de 1946